# Adalberto Costa Júnior
Adalberto Costa Júnior (Chinjenje, 8 de maio de 1962) é um político e engenheiro eletrotécnico angolano. É deputado da Assembleia Nacional pela União Nacional para a Independência Total de Angola (UNITA).
É presidente da UNITA e foi cabeça de lista do partido para as eleições gerais de Angola de 2022.

## Biografia
Apelidado de "Beto", foi enviado por seu pai Adalberto Costa, aos 10 anos de idade, para o Seminário Menor do Quipeio para receber a educação primária. Enquanto no seminário, conheceu dois dos mais importantes líderes da UNITA, Jonas Savimbi e N'Zau Puna, enquanto estes visitavam a província do Huambo.
Foi por influência do pai, Adalberto Costa, um militante da UNITA, e de seu irmão mais velho Francisco Costa, na altura comandante da Polícia Militar da UNITA, que filiou-se à organização em 1975.
Fez seus estudos secundários na Escola Industrial e Comercial Venâncio Deslandes (actual Instituto Médio Industrial de Benguela).

### Militância partidária
No final da década de 1970 rumou para Portugal para estudar engenharia eletrotécnica no Instituto Superior de Engenharia do Porto. Em 1980 foi designado pela liderança da UNITA como responsável da ala jovem do partido, a Juventude Unida Revolucionária de Angola (JURA), na cidade do Porto, em Portugal. Foi a primeira função de relevo de Costa Júnior. Entre 1991 e 1996 torna-se chefe do escritório internacional da UNITA em Portugal.
Foi transferido para a Itália para servir como representante do partido nesta e no Vaticano entre 1996 e 2002. Em Roma, forma-se, em 2002, em ética pública na Pontifícia Universidade Gregoriana.
Em 2003 retorna à Angola e torna-se brevemente Secretário Provincial da UNITA em Luanda, acumulando, entre 2003 e 2008/2009 as funções de Secretário para a Comunicação e Marketing da UNITA e porta-voz do partido. Entre 2009 e 2011 foi designado Secretário Nacional para os Assuntos Patrimoniais da UNITA.
Já deputado da Assembleia Nacional, foi designado, entre 2012 e 2015, como Primeiro Vice-Presidente do Grupo Parlamentar da UNITA, e entre 2015 e 2019 como presidente da bancada parlamentar da UNITA.
Em 2017, esteve entre as personalidades do ano e foi muitas vezes apontado como possível substituto de Isaias Samakuva na presidência da UNITA.

### Presidente da UNITA e cabeça de lista eleitoral
Em 15 de novembro de 2019, na realização do XIII Congresso Ordinário da UNITA, Adalberto Costa Júnior foi eleito como o quinto Presidente da UNITA. Costa Júnior, então líder da bancada parlamentar da formação do partido, substituiu a Isaías Samakuva, que deixou a liderança do partido ao fim de 16 anos. A escolha foi tomada na terceira jornada do referido congresso, que decorreu no município de Viana, província de Luanda. Na corrida à sucessão de Isaías Samakuva estavam também o então vice-presidente do partido, Raúl Danda, o seu porta-voz, Alcides Sakala Simões, o deputado José Pedro Katchiungo e o general Abílio Kamalata Numa, antigo deputado do partido. Adalberto Costa Júnior teve apoio de figuras históricas do partido como é o caso dos generais José Samuel Chiwale e Demósthenes Chilingutila e do engenheiro Ernesto Mulato, que foram companheiros de luta de Jonas Savimbi. Adalberto Costa Júnior conquistou 594 votos de 1111 possíveis, correspondentes a 53%. Conforme os estatutos da UNITA, que exigem 50% mais 1, ficou concluída a sua eleição ao cargo.
Em 8 de outubro de 2021 o Tribunal Constitucional declarou nulo o congresso que elegeu Adalberto Costa Júnior. Samakuva foi chamado a reassumir o partido interinamente até a realização de um novo congresso, muito embora Costa Júnior tenha permanecido como cabeça de lista eleitoral da UNITA. Foi realizado um novo congresso em dezembro de 2021 porém a contestação de Samakuva seguiu diante de uma nova vitória de Costa Júnior. O litígio foi resolvido judicialmente em março de 2022, com Costa Júnior assumindo definitivamente a presidência da UNITA.